# Dominic Isaacs
Dominic Isaacs (Kaapstad, 13 juli 1982) is een Zuid-Afrikaans voetballer die bij voorkeur als centrale verdediger speelt. In 2013 verruilde hij Bloemfontein Celtic voor Ajax Cape Town.